# 悪の実力者
『悪の実力者』（Pretty boy floyd）は1960年に製作されたアメリカ映画。伝記、歴史、アクション、ドラマ。
20世紀初頭の暗黒街で活躍し、プリティ・ボーイという異名をとり「カンザスのロビンフッド」と呼ばれた実在の人物、チャールズ”プリティボーイ”・フロイドの生涯を描く。

## キャスト
- ジョン・エリクソン（英語版）（チャールズ・アーサー・フロイド）
- バリー・ニューマン（アル・リカルッド）
- ジョーン・ハーヴェイ（リリー）
- ピーター・フォーク（ショーティ・ウォルターズ）